# 布兰顿·罗德尼
布兰顿·罗德尼（英語：Brendon Rodney，1992年4月9日—）是一名加拿大男子短跑运动员。他曾在里约热内卢进行的2016年夏季奥林匹克运动会上获得男子4×100米接力铜牌。他在该届奥运也参加了男子200米项目，结果在预赛中获得小组第三，无缘下一轮。